# Pamyu Pamyu Revolution
| Recensione          | Giudizio |
| ------------------- | -------- |
| Rolling Stone Japan | [ 2 ]    |

Pamyu Pamyu Revolution (ぱみゅぱみゅレボリューション) è il primo album della cantante giapponese Kyary Pamyu Pamyu. Commercializzato il 23 maggio 2012, il disco comprende dodici tracce tra cui i primi due singoli della cantante ("Tsukema Tsukeru" e "CANDY CANDY") e il successo "PONPONPON", quest'ultimo già presente nel precedente EP di debutto assoluto Moshi Moshi Harajuku.
Tutte le canzoni sono state scritte e composte dal famoso produttore e membro dei Capsule, Yasutaka Nakata.

## Tracce
Testi di Yasutaka Nakata.
1. Pamyu Pamyu Revolution (ぱみゅぱみゅレボリューション?) – 1:00
2. Tsukema Tsukeru (つけまつける?) – 4:18
3. PONPONPON – 4:03
4. Minna No Uta (みんなのうた?) – 5:03
5. Kyary An-An (きゃりーAN-AN?) – 3:15
6. CANDY CANDY – 3:50
7. Drinker – 4:17
8. Onedari 44 °C (おねだり44 °C?) – 3:40
9. Suki Sugite Kiresō (スキすぎてキレそう?) – 5:19
10. Giri Giri Safe (ぎりぎりセーフ?) – 3:14
11. Oyasumi (おやすみ?) – 4:42
12. Chan Chaka Chan Chan (ちゃんちゃかちゃんちゃん?) – 4:46

Durata totale: 47:27